# ضدفوتبال
ضد فوتبال اصطلاحی‌ست که برای توصیف سبک بسیار دفاعی یا بسیار خشن فوتبال به‌کار می‌رود.

## کاربرد
در سال ۲۰۰۱ گری آرمسترانگ و ریچارد جولیانوتی در کتاب خود با نام ترس و خشونت در دنیای فوتبال (به انگلیسی: Fear and Loathing in World Football) تاکتیک تیم آرژانتینی استودیانتس در جام بین‌قاره‌ای ۱۹۶۸ مقابل منچستر یونایتد را ضد فوتبال نامیدند و از کاربرد این واژه در یک روزنامه آرژانتینی در سال ۱۹۶۸ خبر دادند.
یوهان کرایف در سال ۲۰۰۲ روش بازی برزیل در جام جهانی ۲۰۰۲ را ضد فوتبال نامید.
در سال ۲۰۰۳ بنیتز مربی والنسیا، تیم ایتالیایی اینتر میلان را در بازی یک‌چهارم نهایی جام باشگاه‌های اروپا مقابل آن‌ها متهم به ضد فوتبال کرد.
در سال ۲۰۰۶ فابرگاس هافبک اسپانیایی آرسنال روش بازی بسیار دفاعی و همراه با وقت‌کشی تیم‌های انگلیسی را ضد فوتبال نامید.
در سال ۲۰۰۷ روزنامه انگلیسی دیلی تلگراف روش بازی چلسی در دوران مربیگری مورینیو را ضد فوتبال نامید. در همین سال مسی مهاجم آرژانتینی بارسلونا روش بازی گلاسکو رنجرز را در مقابل آن‌ها ضد فوتبال توصیف کرد. سه سال پیش ریکارد مربی هلندی بارسلونا از همین واژه در مورد دیگر تیم اسکاتلندی، سلتیک استفاده کرده بود. 
در سال ۲۰۲۱ سون هیونگ مین ستاره و کاپیتان تیم ملی کره جنوبی، در مصاحبه ایی اعلام کرد که هیچ علاقه ایی به تیم ایران ندارد و روش بازی تیم های عراق و ایران را ضد فوتبال نامید. 